# Campeonato Goiano Terceira Divisão 2017
In 2017 werd het zestiende Campeonato Goiano Terceira Divisão gespeeld voor clubs uit de Braziliaanse staat Goiás. De competitie werd georganiseerd door de FGF en werd gespeeld van 26 augustus tot 11 november. Jaraguá werd kampioen.

## Eerste fase

### Groep A
| Plaats | Club               | Wed. | W | G | V | Saldo | Ptn. |
| ------ | ------------------ | ---- | - | - | - | ----- | ---- |
| 1.     | Bom Jesus          | 8    | 6 | 2 | 0 | 16:5  | 20   |
| 2.     | ABECAT Ouvidorense | 8    | 4 | 3 | 1 | 16:6  | 15   |
| 3.     | Caldas             | 8    | 2 | 3 | 3 | 12:13 | 9    |
| 4.     | Itaberaí           | 8    | 1 | 3 | 4 | 10:14 | 6    |
| 5.     | Pires do Rio       | 8    | 1 | 1 | 6 | 8:24  | 4    |

|  | Geplaatst voor tweede fase |

### Groep B
| Plaats | Club          | Wed. | W | G | V | Saldo | Ptn. |
| ------ | ------------- | ---- | - | - | - | ----- | ---- |
| 1.     | Jataiense     | 10   | 8 | 2 | 0 | 19:2  | 26   |
| 2.     | Jaraguá       | 10   | 6 | 4 | 0 | 13:0  | 22   |
| 3.     | Ceres         | 10   | 4 | 2 | 4 | 13:13 | 14   |
| 4.     | Mineiros      | 10   | 2 | 3 | 5 | 5:10  | 9    |
| 5.     | Raça          | 10   | 2 | 2 | 6 | 8:21  | 8    |
| 6.     | União Inhumas | 10   | 0 | 3 | 7 | 9:21  | 3    |

|  | Geplaatst voor tweede fase |

## Tweede fase
|  | halve finale       | halve finale | halve finale | halve finale |  |                    | finale | finale | finale | finale |
|  |                    |              |              |              |  |                    |        |        |        |        |
|  |                    |              |              |              |  |                    |        |        |        |        |
|  | Jaraguá            | 0            | 2            | 2            |  |                    |        |        |        |        |
|  | Bom Jesus          | 0            | 0            | 0            |  |                    |        |        |        |        |
|  |                    |              |              |              |  | Jaraguá            | 1      |        | 1      |        |
|  |                    |              |              |              |  | ABECAT Ouvidorense | 1      |        | 1      |        |
|  | ABECAT Ouvidorense | 1            | 0            | 1            |  |                    |        |        |        |        |
|  | Jataiense          | 0            | 0            | 0            |  |                    |        |        |        |        |

### Kampioen
| Campeonato Goiano de 2017 - Terceira Divisão |
| Goias                                        |
| -------------------------------------------- |
| JARAGUÁ Kampioen (1° titel)                  |